# Cirrhitus albopunctatus
Cirrhitus albopunctatus és una espècie de peix pertanyent a la família dels cirrítids.

## Hàbitat
És un peix marí, demersal i de clima tropical.

## Distribució geogràfica
Es troba al Pacífic: Tonga.

## Observacions
És inofensiu per als humans.